# Yasemin Smit
Yasemin Smit, född 21 november 1984 i Amsterdam, är en nederländsk vattenpolospelare. Hon ingick i Nederländernas damlandslag i vattenpolo vid olympiska sommarspelen 2008.
Smit tog OS-guld i damernas vattenpoloturnering i samband med de olympiska vattenpolotävlingarna 2008 i Peking. Hon gjorde två mål i turneringen, båda i kvartsfinalmatchen mot Italien.
År 2014 ledde hon det nederländska landslaget till EM-silver i egenskap av lagkapten.